# Jacopo Bertucci
Jacopo Bertucci, noto anche come Iacopone Bertucci, Giacomo Bertucci o Iacopone da Faenza (Faenza, 1502 – Faenza, 1579), è stato un pittore e scultore italiano.

## Biografia
Jacopo Bertucci è il figlio minore di Giovanni Battista Bertucci il Vecchio. Mancano notizie riguardo alla sua formazione giovanile, probabilmente frequentò l'Accademia di San Luca. Alcuni documenti del 1536 evidenziano la conoscenza dell'autore dell'arte ferrarese, a tale periodo viene attribuito il San Gerolamo ora conservato a Monaco di Baviera. 
Tra il 1540 e il 1543 partecipò alla decorazione della cupola di San Vitale a Ravenna (andata distrutta). Di rilevante importanza fu l'esperienza lavorativa a Roma, presso gli affreschi di Castel Sant'Angelo, che lascia le tracce di Raffaello e Michelangelo nelle opere al rientro a Faenza. Nel 1552 per la Chiesa di San Rocco dipinse la Deposizione dalla croce (che ora si trova in Pinacoteca) e per la Chiesa dei Celestini L'incoronazione della Vergine (anch'essa in pinacoteca). Nel 1567 insieme al nipote Giovanni Battista Bertucci il Giovane fu processato per eresia. 
Un'altra sua opera è il Martirio di Santa Lucia nella cappella Gucci nel Duomo di Faenza. I suoi tratti vengono anche distinti nelle opere Tentazione e cacciata dal paradiso terrestre e la Discesa di Cristo al limbo. È noto inoltre che si interessò anche di lavori plastici e architettonici.

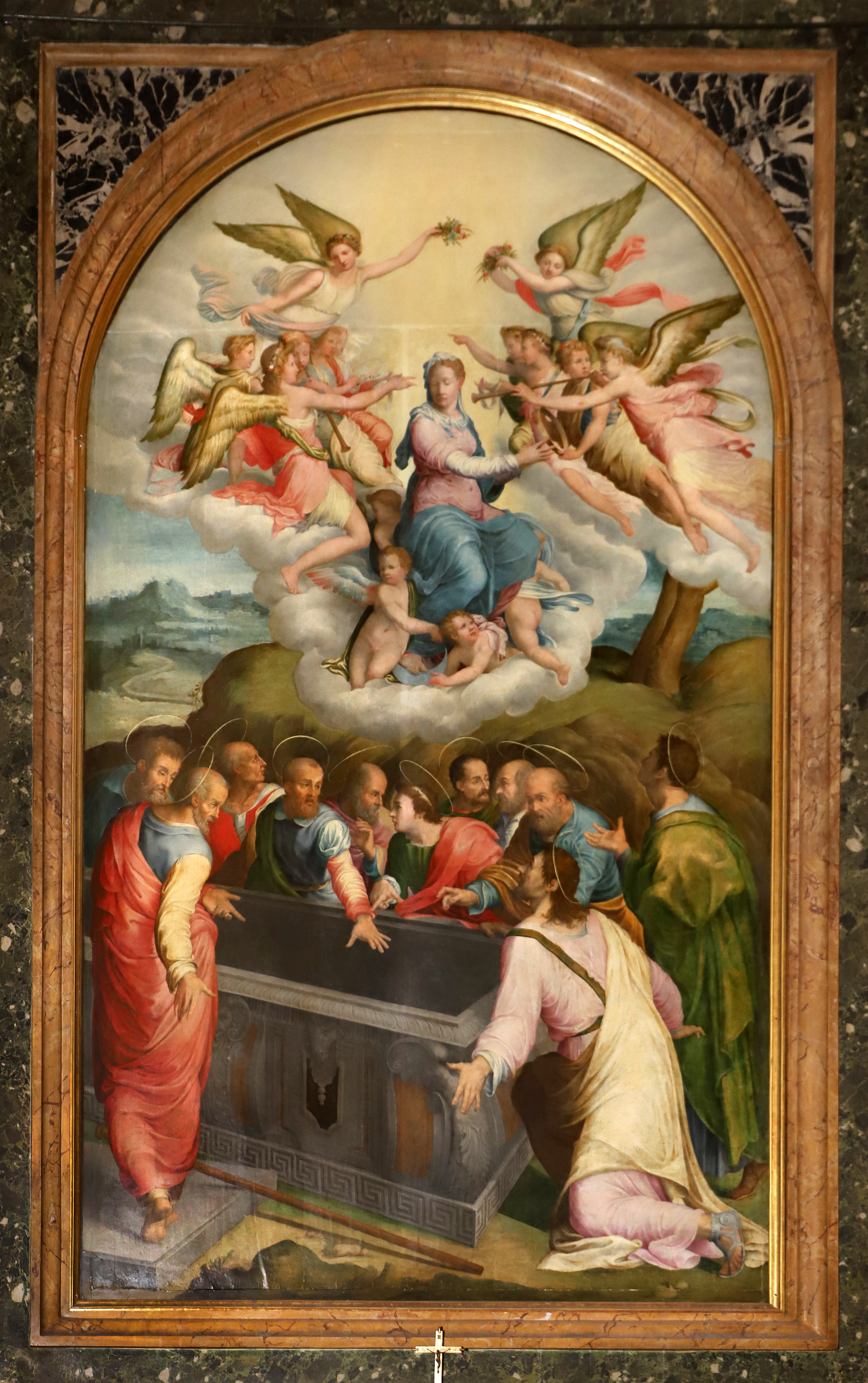
Assunzione di Maria, Duomo di Imola

## Opere
Nella Pinacoteca di Faenza sono conservate la Deposizione dalla croce del 1552, la Disputa sull'incoronazione di Maria, la Madonna col Bambino, la Madonna col Bambino e i Santi Gregorio Magno e Maglorio, la Cacciata dall'Eden e la Discesa di Cristo al limbo del 1575. Nell'oratorio della Santissima Annunziata si trova la Madonna col Bambino ed i Santi Antonio e Francesco del 1572. A Lugo di Romagna negli Istituti Riuniti si trova la Deposizione del 1571. Nella pinacoteca di Forlì è conservato il Martirio di Santa Lucia del 1574. Nel duomo di Imola si trova l'Assunzione di Maria e a Parigi, al Louvre, è conservato il San Gerolamo.